# Strath

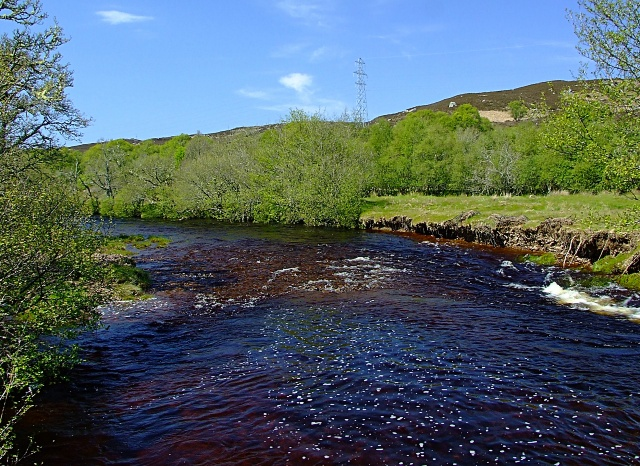

Uno strath è una grande e ampia valle nelle isole britanniche, per lo più una valle fluviale e relativamente poco profonda, ad esempio rispetto a "Glen", che è tipicamente più stretta e profonda. "Strath" è un'anglicizzazione del gaelico scozzese srath e quindi una delle tante parole gaeliche che sono state prese in prestito dalla lingua inglese. È ancora usata in entrambe le forme oggi nelle zone per lo più rurali della Scozia per descrivere un'ampia valle.
"Strath" è entrato anche a far parte di numerosi toponimi di paesaggi e luoghi in Scozia (ad esempio Strathclyde o Strathmiglo), così come in altri paesi di lingua inglese come il Canada (ad esempio Strathcona Provincial Park nel distretto regionale omonimo su Vancouver Island), Australia (ad esempio Strathfield vicino a Sydney) e Nuova Zelanda (Strath Taieri).
La parola stessa è legata all'antico gallese ystrad, facilmente riconoscibile dall'esempio di Ystrad Clud - l'antico nome gallese del Regno di Strathclyde.
Il whisky Strathisla è prodotto in una distilleria a Keith.